# Abundisporus sclerosetosus
Abundisporus sclerosetosus är en svampart som beskrevs av Decock & Laurence 2000. Abundisporus sclerosetosus ingår i släktet Abundisporus och familjen Polyporaceae.   Inga underarter finns listade i Catalogue of Life.